# Geert van Istendael
Geert van Istendael (Geert Maria Mauritius Julianus Vanistendael pour l'état civil) est un écrivain belge d'expression néerlandaise né à Uccle le 29 mars 1947.
Prosateur, poète, essayiste et traducteur, il a aussi été journaliste et présentateur de nouvelles.

## Biographie
Van Istendael a grandi dans un environnement cultivé et tourné vers l'international. Ainsi, son père, August Vanistendael, qui a publié trois recueils de poésies, fut le conseiller personnel du chancelier fédéral (ouest-) allemand Konrad Adenauer et du cardinal Frings. Van Istendael a passé une partie de sa jeunesse dans la ville néerlandaise d'Utrecht, dans le quartier d'Oog in Al, et a depuis une grande admiration pour les Pays-Bas et les Néerlandais, sans toutefois exclure l'esprit critique. Il est le frère de Frans Vanistendael, professeur de droit fiscal et doyen, jusqu'en 2005, de la faculté de droit de la Katholieke Universiteit Leuven.
Van Istendael a étudié la sociologie et la philosophie à la Katholieke Universiteit Leuven. De 1978 à 1993, il a été correspondant et présentateur de nouvelles pour le journal de la BRT/BRTN. Il a surtout fait des reportages sur la politique belge, l'architecture et l'urbanisme à Bruxelles ainsi que sur l'Allemagne, en particulier sur l'ancienne RDA.
Depuis 1993, il est écrivain indépendant. En tant qu'essayiste, chroniqueur, polémiste et poète, il est fasciné par le système politique belge et en particulier par Bruxelles, la ville où il est né et où il habite. Il écrit une poésie très accessible, avec une préférence thématique pour la vie quotidienne contemporaine et un engagement clairement humanitaire. Sa poésie dénonce une société qui se perd elle-même dans la « modernisation désastreuse » d'un monde industriel et technologique où l'homme et le genre humain risquent d'être opprimés.

Il a surtout connu la notoriété avec Het Belgisch labyrint of De schoonheid van de wanstaltigheid (2001) traduit sous le titre Le labyrinthe belge. Selon l'écrivain Jacques De Decker, qui en a préfacé la traduction, « Van Istendael est un témoin empathique et lucide d'un pays petit mais qui fournit un extraordinaire sujet d'observation à l'analyste socio-politique ». Dans un article pour Le Monde, le même auteur écrit à propos de cet ouvrage : 

« Son étude, destinée à l'origine à un public hollandais, a passionné les lecteurs francophones : ils n'avaient jamais, leur connaissance de la langue du nord du pays étant insuffisante, bien compris comment les Flamands percevaient "leur" Belgique. »

Van Istendael a aussi connu le succès avec Alle uitbarstingen (2001). En 2005, il a publié Mijn Nederland afin d'expliquer les Pays-Bas aux Néerlandais qui ont perdu le sens de leur pays. Il est revenu sur le sujet dans un article intitulé  « Ces Flamands de Hollande ».
Van Istendael est apprécié en tant que traducteur d'auteurs allemands, notamment Goethe, Heine, Brecht, Fried et Kahlau.
Dans plusieurs débats, il a marqué son intérêt pour un Heel-Nederland, un Benelux dans lequel les langues et les cultures allemandes, françaises et néerlandaises se rencontrent et s'enrichissent mutuellement. Van Istendael habite à Woluwe-Saint-Lambert, une des dix-neuf communes de la Région de Bruxelles-Capitale.
En 2007, sa fille, Judith Vanistendael, a publié la bande-dessinée De maagd en de neger, basée sur un court récit de son père.

## Distinctions
En 1995, Geert van Istendael a reçu le Geuzenprijs.

## Œuvres
- 1983 : De iguanodons van Bernissart (poésie)
- 1987 : Plattegronden (Amsterdam, poésie)
- 1989 : Het Belgisch labyrint, of De schoonheid der wanstaltigheid (essai). 
  - 2001 : Het Belgisch labyrint. Édition revue et augmentée.
  - 2004 : Le labyrinthe belge  (trad. Monique Nagielkopf et Marnix Vincent), Le Castor Astral, 2004
- 1991 : Verhalen van het heggeland (contes)
- 1992 : Arm Brussel (Amsterdam, essai)
- 1994 : Bekentenissen van een reactionair (essai)
- 1995 : Vlaamse sprookjes
- 1996 : Het geduld van de dingen (poésie)
- 1997 : Altrapsodie (roman)
- 1997 : Anders is niet beter (essai)
- 1999 : Nieuwe uitbarstingen (essai)
- 2001 : Alle uitbarstingen (chroniques)
- 2003 : De zwarte steen (roman)
- 2005 : Mijn Nederland (essai)
- 2006 : Alfabet van de globalisering (essai)
- 2007 : Mijn Duitsland (essai)
- 2010 : Sociale zekerheid en andere gedichten (poésie)
- 2010 : Manneke Pis : een biografietje (essai monographique)
- 2010 : Tot het Nederlandse Volk (essai)
- 2012 : Reizen in Utrecht (récit)
- 2013 : De parochie van Sint-Precarius (essai)
- 2013 : Over het nut van confituur (avec Judith Vanistendael, récit)
- 2015 : Het was dat (poésie)
- 2017 : Het lijk in de boomgaard (thriller)
- 2019 : De grote verkilling (essai)